# KIM-1
KIM-1 (skrót od Keyboard Input Monitor) – amerykański mikrokomputer bazujący na mikroprocesorze MOS 6502, produkowany od 1975 przez firmę MOS Technology, a następnie Commodore International. Pierwszy komputer domowy firmy Commodore.

## Opis techniczny

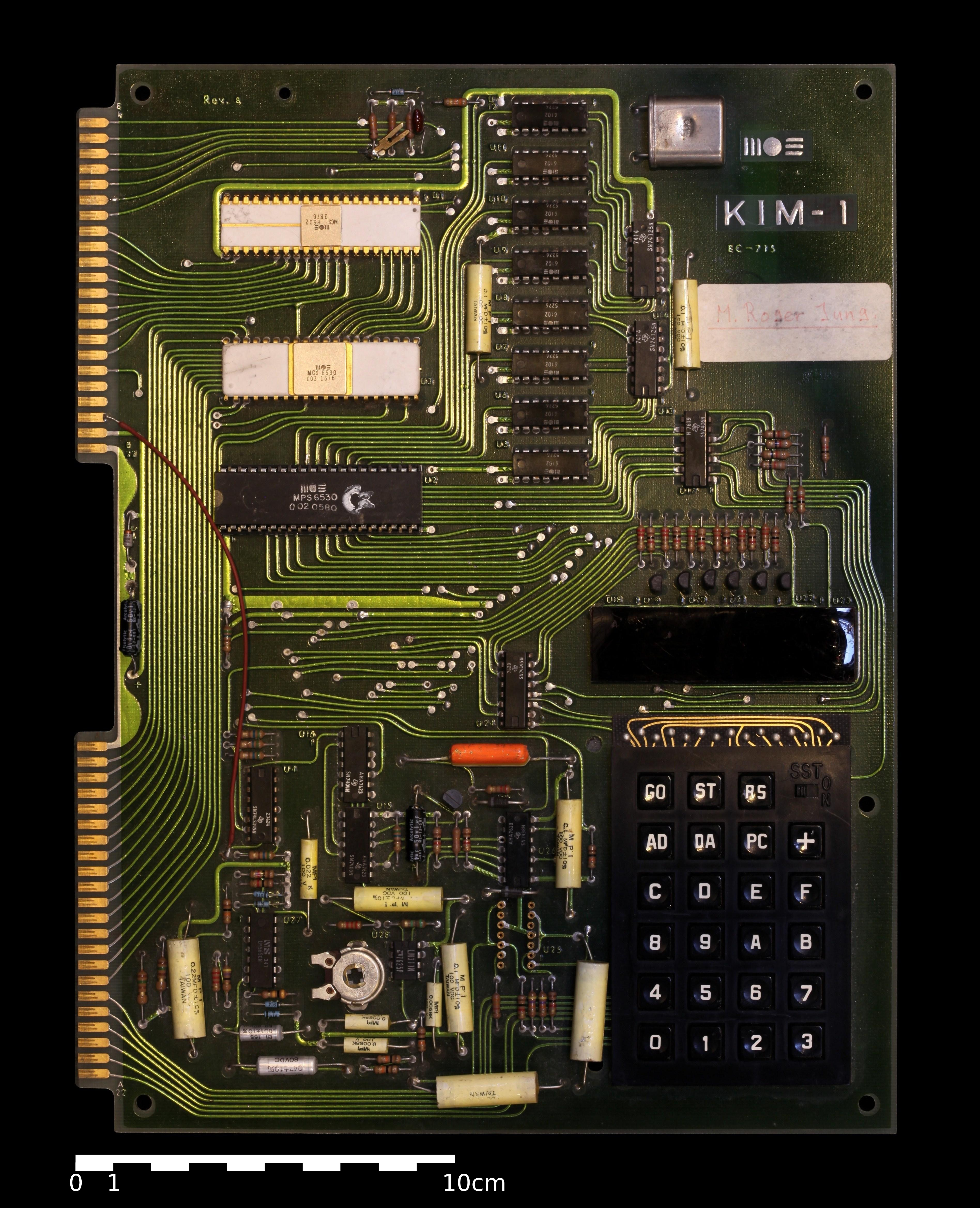
Płyta główna KIM-1

KIM-1 składał się z jednego obwodu drukowanego z wlutowanym procesorem 6502 1 MHz, dwoma chipami 6530 zawierającymi 1 KB pamięci ROM, 64 bajty pamięci RAM i wyjściami I/O. Dodatkowy 1 KB pamięci RAM znajdował się w osobnym układzie scalonym. Komputer posiadał także siedmiosegmentowy wyświetlacz LED oraz 24-klawiszową klawiaturę.
Wyjścia zewnętrzne umożliwiały podłączenie dalekopisu i czytnika taśm dziurkowanych TTY 33-ASR oraz magnetofonu kasetowego jako nośnika danych.